# Kirin 980
Kirin 980は、Huaweiが設計した64ビットARMベースのシステムオンチップ（SoC）である 。ドイツ ベルリンで2018年9月初頭に開催された家電展示会「IFA 2018」において発表した。7nmプロセスを採用し、業界で初めてNPU（ニューラル処理装置）を2つ搭載するなど、AI（人工知能）の機能を搭載したスマートフォンの実現に向けたトレンドの先頭に立っていると謳う。

## 概要
8つのCPUコアは、端末の要求に応じて柔軟に使用される。Cortex-A55は省電力用プロセッサで、あまり負荷のかからない処理を担当。Cortex-A76は2コアのビッグコアと2コアのミドルコアに分かれており、ミドルコアが汎用アプリなど中程度の負荷がかかる処理を担当し、ビッグコアがゲームなど高いパフォーマンスが要求される処理を担当する。。Kirin 980は TSMCで7nm FinFETプロセスを用いて製造された初のスマートフォン向けチップであり、69億トランジスタを搭載している。なお7nmプロセスチップの製品販売自体はA12搭載のiPhoneのほうが早かった。
Kirin 980にはGPUをブーストするGPU Turboも搭載しており、カメラの画像処理エンジンであるISPも2つ搭載している。
5Gモデムとの連携が可能であとから機能追加が可能である。

## Kirin 980搭載製品（未発売含む）
- HUAWEI Mate20
- HUAWEI Mate20 Pro
- HUAWEI Mate20 X[3]
- HUAWEI Mate20 X (5G)
- HUAWEI Mate20 RS
- HUAWEI Mate X
- honor Magic 2
- HONOR View 20
- HUAWEI P30
- HUAWEI P30 Pro
- HONOR 20
- HONOR 20 Pro
- HUAWEI nova 5 Pro
- HUAWEI nova 5T
- HUAWEI MediaPad M6